# Путнам (окръг, Флорида)
Окръг Путнам (на английски: Putnam County) е окръг в щата Флорида, Съединени американски щати. Площта му е 2142 km², а населението - 70 423 души (2000). Административен център е град Палатка.